# Cole Preston
Cole Preston, född 9 oktober 1996 i Kalifornien, är en amerikansk musiker och skådespelare. Han är medlem i det alternativa rockbandet Wallows, tillsammans med Braeden Lemasters och Dylan Minnette. Han innehar rollen som trumslagare i detta band.